# ليفربول والتون (دائرة انتخابية في المملكة المتحدة)
ليفربول والتون  (بالإنجليزية: Liverpool, Walton)‏ هي إحدى الدوائر الانتخابية في المملكة المتحدة الممثلة في مجلس العموم في برلمان المملكة المتحدة.
عضو البرلمان الذي يمثلها حالياً هو :Mr Peter Kilfoyle (Lab).